# Bodilprisen for bedste ikke-engelsksprogede film
Bodilprisen for bedste ikke-engelsksprogede film er en filmpris, der uddeles af Filmmedarbejderforeningen som en af Bodilpriserne. Prisen blev uddelt første gang ved bodiluddeling i 2024, hvor kategorien afløste den tidligere kategori Bodilprisen for bedste ikke-amerikanske film, der var blevet uddelt siden den første bodiluddeling, i årene fra 1948-2000 under navnet Bedste europæiske film. 
Den første modtager af prisen var filmen Close instrueret af Lukas Dhont, der modtog prisen i 2024.

## 2020'erne
| År                   | Film             | Instruktør                 | Land |
| -------------------- | ---------------- | -------------------------- | ---- |
| 2024                 |                  |                            |      |
| Close                | Lukas Dhont      | Belgien/ Holland/ Frankrig |      |
| Den blå kaftan       | Maryam Touzani   | Marokko/ Frankrig          |      |
| Faldne blade         | Aki Kaurismäki   | Finland                    |      |
| Lærerværelset        | Ilker Çatak      | Tyskland                   |      |
| Monster              | Hirokazu Koreeda | Japan                      |      |
| 2025                 |                  |                            |      |
| The Zone of Interest | Jonathan Glazer  | Storbritannien/ Polen      |      |
| Drengen og hejren    | Hayao Miyazaki   | Japan                      |      |
| Anatomy of a Fall    | Justine Triet    | Frankrig                   |      |
| La chimera           | Alice Roarwacher | Italien                    |      |
| Perfect Days         | Win Wenders      | Japan                      |      |